# Llista de presidents de la Societat Botànica de França
Aquí la llista de presidents de la Société Botanique de France, fundada el 1854.
- 1854: Adolphe Théodore Brongniart (1801-1876)
- 1855: Joseph Decaisne (1807-1882)
- 1856: Antoine François Passy (1792-1873)
- 1857: Horace Bénédict Alfred Moquin-Tandon (1801-1863)
- 1858: Comte Hippolyte Jaubert (1798-1874)
- 1859: Pierre Étienne Simon Duchartre (1811-1894)
- 1860: Joseph Decaisne (1807-1882) segon mandat
- 1861: Adolphe Théodore Brongniart (1801-1876) segon mandat
- 1862: Gaspard Adolphe Chatin (1813-1901)
- 1863: Ernest Staint-Charles Cosson (1819-1889)
- 1864: Jacques Alix Ramond-Gontaud (1810-1897)
- 1865: Adolphe Théodore Brongniart (1801-1876) tercer mandat
- 1866: Conde Hippolyte Jaubert (1798-1874) segon mandat
- 1867: Joseph Decaisne (1807-1882) tercer mandat
- 1868: Pierre Étienne Simon Duchartre (1811-1894) segon mandat
- 1869: Antoine Lasègue (1793-1873)
- 1870-1871: Jacques Nicolas Ernest Germain de Saint-Pierre (1815-1882)
- 1872: François Simon Cordier (1797-1874)
- 1873: Joseph Decaisne (1807-1882) quart mandat
- 1874: Antoine Laurent Apollinaire Fée (1789-1874)
- 1875: Édouard Bureau (1830-1918)
- 1876: Pierre Étienne Simon Duchartre (1811-1894) tercer mandat
- 1877: Jules De Seynes (1833-1912)
- 1878: Gaspard Adolphe Chatin (1813-1901) segon mandat
- 1879: Édouard Ernest Prillieux (1829-1915)
- 1880: Ernest Staint-Charles Cosson (1819-1889) segon mandat
- 1881: Philippe Édouard Léon Van Tieghem (1839-1914)
- 1882: Jean-Baptiste Édouard Bornet (1828-1911)
- 1883: Édouard Bureau (1830-1918) segundo mandato
- 1884: Pierre Étienne Simon Duchartre (1811-1894) quart mandat
- 1885: Émile Bescherelle (1828-1903)
- 1886: Gaspard Adolphe Chatin (1813-1901) tercer mandat
- 1887: Jules De Seynes (1833-1912) segon mandat
- 1888: Pierre Étienne Simon Duchartre (1811-1894) cinquè mandat
- 1889: Charles Philippe Henry Levêque de Vilmorin (1843-1899)
- 1890: Gaston Bonnier (1853-1922)
- 1891: Ernest Roze (1833-1900)
- 1892: Édouard Ernest Prillieux (1829-1915) segon mandat
- 1893: Pierre Étienne Simon Duchartre (1811-1894) sisè mandat
- 1894: Jean-Louis-Léon Guignard (1852-1928)
- 1895: Philippe Édouard Léon Van Tieghem (1839-1914) segon mandat
- 1896: Gaspard Adolphe Chatin (1813-1901) quart mandat
- 1897: Marie Maxime Cornu (1843-1901)
- 1898: Adrien René Franchet (1834-1900)
- 1899: Charles René Zeiller (1847-1915)
- 1900: Emmanuel Drake del Castillo (1855-1904)
- 1901: Jean Louis Émile Boudier (1828-1920)
- 1902: Édouard Bureau (1830-1918) tercer mandat
- 1903: Gaston Bonnier (1853-1922) segon mandat
- 1904: Charles René Zeiller (1847-1915) segon mandat
- 1905: Édouard Bureau (1830-1918) quart mandat
- 1906: Louis Jules Ernest Malinvaud (1836-1913)
- 1907: Julien Noël Costantin (1857-1936)
- 1908: Antoine Magnin (1848-1926)
- 1909: Édouard Ernest Prillieux (1829-1915)
- 1910: Paul Henri Lecomte (1856-1934)
- 1911: Auguste Louis Maurice Levêque de Vilmorin (1849-1918)
- 1912: Charles René Zeiller (1847-1915) tercer mandat
- 1913: Louis Gustave Chauveaud (1859-1933)
- 1914 a 1918: Pierre Clément Augustin Dangeard (1862-1947)
- 1919: Roland Napoléon Bonaparte, Príncipe (1858-1924)
- 1920: Désiré Georges Jean Marie Bois (1856-1946)
- 1921: Antoine Magnin (1848-1926) segon mandat
- 1922: Paul Guérin (1868-1947)
- 1923: Marin Molliard (1866-1944)
- 1924: Émile Constant Perrott (1867-1951)
- 1925: Louis Lutz (1871-1952)
- 1926: Paul Robert Hickel (1865-1935)
- 1927: Georges Fron (1870-1957)
- 1928: Louis Gustave Chauveaud (1859-1933)
- 1929: Auguste Jean Baptiste Chevalier (1873-1956)
- 1930: Louis Florimond Blaringhem (1878-x)
- 1931: Désiré Georges Jean Marie Bois (1856-1946) segon mandat
- 1932: Marie Antoine Alexandre Guilliermond (1876-1945)
- 1933: Raoul Combes (1883-1964)
- 1934: François Gagnepain (1866-1952)
- 1935: André Guillaumin (1885-1974)
- 1936: Georges Hibon (1868-1951)
- 1937: Pierre Allorge (1891-1944)
- 1938: Étienne Charles René Souèges (1876-1967)
- 1939: Samuel Buchet (1875-1956)
- 1940-1944: Henri Jean Humbert (1887-1967)
- 1945: André Maublanc (1880-1958)
- 1946: Philibert Guinier (1876-1962)
- 1947: Raymond Benoist (1881-1970)
- 1948: Roger Heim (1900-1979)
- 1949-1950: Pierre Chouard (1903-1983)
- 1951-1952: André Aubréville (1897-1982)
- 1953-1954: Roger Philippe Vincent de Vilmorin (1905-1980)